# 발현체학
발현체학은 생물학에서의 세포내에서 일어나는 RNA와 단백질등과 같은 생명객체들의 발현을 조사하고 그 양을 측정하는 것을 기반으로 하여, 세포의 기능을 연구하는 학문이다. 이것은 DNA 칩 분석과 단백질 칩 분석등을 포함한다. 발현체학의 대표적인 분야가 전사체학(transcriptomics)라고 할 수 있다. 전사체학은 DNA칩을 주로 분석하는 것이라고 기술적으로 이해할 수 있다. DNA칩은 마이크고 어레이와 올리고칩 계열로 크게 나뉘는데, 현재는 올리고칩쪽이 유력한 분야로 이해되고 있다.
발현체학은 발현된 RNA, 단백질양을 분석하는 학문으로, 발형체학 (Phenome)과는 조금 다르다. 발형체학은 발현된 분자들의 결과로 특정한 타입(형)이 나올때, 그 형들의 총합을 연구하는 것이다. 이것의 위계를 그리면, 유전체=> 발현체 => 발형체 의 순서가 된다.

## 같이 보기
- 전사체학
- 유전체학
- 단백체학
- 게놈
- 발형체학